# Bataille de Kōan
Invasions mongoles du Japon
La bataille de Kōan (弘安の役, Kōan no eki) est, après la bataille de Bun'ei sept années auparavant, la seconde tentative d'invasion mongole du Japon (元寇, Genkō) par la dynastie Yuan, aidée par le royaume de Goryeo. Au cours du mois d'août de l'année 1281, la dynastie Yuan réunit des forces d'invasions et lance son attaque vers l'actuelle Fukuoka mais après des combats contre le shogunat de Kamakura mené par Hōjō Tokimune, la flotte est détruite par une tempête forçant le retrait des Mongols.
Les Japonais ont appelé le typhon qui a chassé l'envahisseur kamikaze (« vent divin »), nom qui sera repris lors de la guerre du Pacifique pour désigner les pilotes d'avions suicides.

## Contexte
Après la première invasion ratée par la marine Yuan, les Japonais font beaucoup de préparatifs de défense. Beaucoup de forts sont construits le long de la ligne de côte. Les samouraï s'entraînent intensément pour perfectionner leurs capacités.
Au début de 1280, Kublai Khan prévoit une autre invasion du Japon et ordonne à ses chantiers navals de reconstruire l'ensemble de la flotte d'ici un an. Dans le peu de temps disponible, beaucoup de navires sont mal réalisés et beaucoup sont des bateaux de rivière à fond plat réquisitionnés par l'empereur.

## Bataille
En juin 1281, 900 vaisseaux Yuan sont rassemblés en Corée ; la force est appelée « Armée de la route de l'est ». Elle est pourvue d'un équipage de 17 000 marins et transporte 10 000 soldats coréens et 15 000 Mongols et Chinois. L'Armée de la route du sud, quant à elle, est assemblée juste au sud de la Yangzi Jiang, en Chine. Elle serait composée de 100 000 hommes sur 3 500 navires. Comme auparavant, les îles Iki et Tsushima tombent rapidement sous le grand nombre et les prouesses au combat des forces Yuan.
L'Armée de la route de l'est arrive dans la baie de Hakata le 21 juin et décide de procéder à l'invasion sans attendre la force plus grande en provenance du sud qui n'a pas encore quitté la Chine. Les soldats se trouvent à une courte distance au nord et à l'est de l'endroit où leur force avait débarqué en 1274 et sont en fait au-delà des murs et des défenses construits par les Japonais. Les samouraïs réagissent rapidement et montent à l'assaut des envahisseurs avec des vagues de défenseurs, les privant de tête de pont.
De nuit, des petits bateaux transportent de petits groupes de samouraïs dans la flotte Yuan ancrée dans la baie. Sous le couvert de l'obscurité, ils montent à bord des navires ennemis, tuent autant d'hommes qu'ils le peuvent et se retirent avant l'aube. Cette tactique de harcèlement conduit les forces Yuan à se retirer à Tsushima où elles attendent leur armée de la route du sud. Cependant, au cours des semaines qui suivent, 3 000 hommes sont tués dans des combats rapprochés par temps chaud. Les forces Yuan ne parviennent jamais à gagner une tête de pont.
Le premier des navires des forces du sud arrive le 16 juillet et au 12 août, les deux flottes sont prêtes à attaquer le Japon. Le 15 août une terrible tempête frappe le détroit de Tsushima pendant une durée de deux jours complets et détruit la plupart de la flotte Yuan. Les rapports japonais contemporains indiquent que plus de 4 000 navires ont été détruits dans la tempête ; 80 pour cent des soldats Yuan sont noyés ou tués par des samouraïs sur les plages. La perte des navires est si grande qu'« une personne peut traverser d'un point de la terre à l'autre sur une masse de débris ».

## Suite
Kublai Khan commence à rassembler des forces pour se préparer à une troisième tentative d'invasion en 1284, mais est finalement distrait par les événements du sud-est et en Asie centrale et aucune troisième tentative n'a jamais été faite.

## Restes archéologiques
Trois épaves de bateau retrouvées au large de l'île de Takashima sont associées par les archéologues à la bataille de Kōan. Elles contiennent notamment des restes d'armes et des fragments de porcelaine.

## Sources
- Paul K. Davis, 100 Decisive Battles : From Ancient Times to the Present, Oxford, Oxford University Press, 2001, 462 p. (ISBN 0-19-514366-3, présentation en ligne)
- Harold A. Winters, Gerald E. Galloway, Jr. et William J. Reynolds, Battling the Elements : Weather and Terrain in the Conduct of War, JHU Press, 9 mars 2001, 336 p. (ISBN 978-0-8018-6648-7, présentation en ligne)

## Source de la traduction
- (en) Cet article est partiellement ou en totalité issu de l’article de Wikipédia en anglais intitulé « Battle of Kōan » (voir la liste des auteurs).